# Robert Cvek
Robert Cvek (* 6. Januar 1979 in Krnov) ist ein tschechischer Schachgroßmeister.

## Leben
1993 wurde er tschechischer U14-Meister, bei der U14-Europameisterschaft im selben Jahr wurde er geteilter Zweiter. 1994 wurde er tschechischer U16-Meister, bei der U18-Europameisterschaft 1996 geteilter Dritter. Tschechischer U20-Meister wurde er 1999. 2009 gewann er das Metalmex Open in Liberec mit 8,5 Punkten aus 9 Partien und zwei Punkten Vorsprung.
Den Großmeister-Titel erhielt er im Januar 2007. Die Normen erzielte er im Juli 2004 in der A-Gruppe des Skanska-Opens in Pardubice, im September 2005 beim Trade Fair Festival in Brünn und im September 2006 beim Mitropapokal in Brünn.
Seine Elo-Zahl beträgt 2495 (Stand: Februar 2022), damit liegt er punktgleich mit Martin Petr auf dem 14. Platz der tschechischen Elo-Rangliste. Cveks bisher höchste Elo-Zahl war 2563 im Mai 2012.

## Mannschaftsschach

### Nationalmannschaft
Mit der tschechischen Nationalmannschaft nahm er an fünf Mitropa Cups teil (1999, 2000, 2002, 2006 und 2012). Am erfolgreichsten war er beim Mitropa Cup 2006 in Brünn, wo er am ersten Brett den zweiten Platz mit der Mannschaft belegte und eine individuelle Goldmedaille für sein Ergebnis von 6 Punkten aus 9 Partien erhielt. Für die tschechische Nationalmannschaft spielte er auch bei der Schacholympiade 2006, und zwar am zweiten Reservebrett sowie bei der Mannschaftseuropameisterschaft 2009 am ersten Reservebrett.

### Vereine
In der tschechischen Extraliga spielte Cvek von 1996 bis 1998 für A64 MILO Olomouc, mit dem er 1998 Meister wurde, von 1998 bis 2000 für den ŠK Dům armády Prague, mit dem er 1999 Meister wurde, von 2000 bis 2004 und in der Saison 2005/06 für den ŠK Hagemann Opava, mit dem er 2002 und 2004 Meister wurde, und in der Saison 2004/05 für Slavoj Poruba und von 2006 bis 2016 für den Novoborský ŠK, mit dem er 2008, 2010, 2011, 2012, 2013, 2014, 2015, 2016 und 2017 die Mannschaftsmeisterschaft gewann sowie in den Jahren 2008 bis 2013 am European Club Cup teilnahm, dabei gewann er mit der Mannschaft 2013 und erreichte 2011 den dritten Platz. Seit der Saison 2016/17 spielt Cvek für den ŠK Slavoj Poruba.
In Deutschland spielte er seit der Schachbundesliga-Saison 2006/07 für den SC Bann; in der Saison 2008/09 spielte er für den SK Passau 1869. In der österreichischen 1. Bundesliga spielte er von 2007 bis 2009 für ASVÖ Pamhagen, 2008/09 zusätzlich in der 2. österreichischen Bundesliga und der Landesliga für den SK Mattersburg. In der slowakischen Extraliga spielte er von 2008 bis 2011 für TJ INBEST Dunajov, von 2014 bis 2016 und erneut seit 2019 für die Liptovská šachová škola sowie von 2016 bis 2019 für den ŠK Osuské. In der polnischen Ekstraliga spielt er seit 2017 für den KSz Silesia Racibórz.

## Veröffentlichungen
- mit Lukáš Klíma: Lázeňské rošády : mistrovství ČR v šachu, Karoly Vary 2005. Žár, Ostrau 2013, ISBN 978-80-867-2503-1.
- mit Lukáš Klíma: Rošády pod Špilberkem : mistrovství ČR v šachu, Brno 2006. Žár, Ostrau 2013, ISBN 978-80-867-2504-8.